# Бакеу (аеропорт)
Міжнародний аеропорт імені Джордже Енеску (IATA: BCM, ICAO: LRBC) — аеропорт у місті Бакеу, Румунія. Названий на честь румунського композитора Джордже Енеску, є одним з хабів дешевої авіакомпанії Blue Air. Аеропорт Бакеу ділить свою злітно-посадкову смугу з 95-ю авіабазою RoAF і Aerostar, великою румунською аерокосмічною та оборонною компанією. Аеропорт розташований за 5 км на південь від центру міста Бакеу.

## Історія
Аеропорт Бакеу був відкритий для пасажирських перевезень у 1946 році. Сучасну будівлю терміналу з диспетчерською вежею почали будувати в 1970 році, а завершили в 1971 році. У 1975 році він отримав статус міжнародного. Ремонт/розширення 2005 року переробило будівлю терміналу. У 2018 році відкрили новий термінал, а старий знесли.
У 2009 році аеропорт Бакеу став першим румунським аеропортом, яким приватно керувала неурядова компанія. BlueAero, її адміністратор, на 100 % належав повністю приватній авіакомпанії Blue Air. Нова компанія, яка зайняла аеропорт, на сьогодні є основним оператором. Іншими авіакомпаніями, які діяли тут, були TAROM, яка скасувала свої рейси, і Carpatair, яка скасувала всі свої заплановані рейси. Коли Blue Air було продано через банкрутство материнської компанії, аеропорт повернули місцевій державній адміністрації. Модернізація, обіцяна в договорі про поглинання, була завершена лише на 10 % через фінансові проблеми в холдингу. З червня 2021 року TAROM знову виконує рейси з аеропорту, починаючи з чартерного рейсу до Анталії, Туреччина, з прямими рейсами до кількох великих міст Румунії, які планується запровадити пізніше.
У лютому 2014 року нові власники, спільне підприємство міської та окружної державних адміністрацій на 50-50, розпочали нову програму модернізації. Проєкт передбачав будівництво пасажирського терміналу з пропускною здатністю 300 пасажирів на годину, диспетчерської вежі, паркінгу та інтермодального автобусного терміналу, а також реконструкцію злітно-посадкової смуги. У листопаді 2017 року відбулося урочисте відкриття нового пасажирського терміналу.

## Авіалінії та напрямки (серпень 2022)
Наступні авіакомпанії виконують регулярні регулярні та чартерні рейси в аеропорт Бакеу:
| Авіакомпанія | Пункт призначення                                                                                              |
| ------------ | --- |
| Blue Air     | Барселона, Бове-Тільє Бергамо, Брюссель, Дублін, Ліверпуль, Лондон-Лутон, Мадрид-Барахас, Рим-Ф'юмічіно, Турин |
| HiSky        | Сезонний чартер: Анталія                                                                                       |
| TAROM        | Сезонний чартер: Анталія                                                                                       |
| Wizz Air     | Бергамо, Болонья, Брюссель-Шарлеруа, Ліверпуль, Лондон-Лутон, Рим-Ф'юмічіно, Турин                             |

## Військове використання
Аеропорт слугує домівкою для 95-ї авіабази ВПС Румунії, де дислокується винищувальна і армійська авіація.

## Статистика

### Трафік
Див. джерело запитів Вікіданих та джерела.
| Рік      | Пасажири | Зміна    |
| -------- | -------- | -------- |
| 2003 рік | 21 020   | ▲ 66,2 % |
| 2004 рік | 27,574   | ▲ 31,2 % |
| 2005 рік | 36,261   | ▲ 31,5 % |
| 2006 рік | 40,601   | ▲ 12 %   |
| 2007 рік | 112,854  | ▲ 178 %  |
| 2008 рік | 116 492  | ▲ 3,2 %  |
| 2009 рік | 195,772  | ▲ 68 %   |
| 2010 рік | 240,735  | ▲ 23 %   |
| 2011 рік | 336,961  | ▲ 40 %   |
| 2012 рік | 393,352  | ▲ 16,7 % |
| 2013 рік | 307,488  | ▼ 21,8 % |
| 2014 рік | 313,376  | ▲ 1,9 %  |
| 2015 рік | 364,492  | ▲ 16,3 % |
| 2016 рік | 414 676  | ▲ 13,8 % |
| 2017 рік | 425,733  | ▲ 2,7 %  |
| 2018 рік | 447,531  | ▲ 5,1 %  |
| 2019 рік | 468,455  | ▲ 4,7 %  |